# Граничний шар
Граничний шар (рос. граничный слой, англ. boundary layer, нім.  Grenzschicht f): 
1. Елементарний шар розшарованої мінеральної суміші (наприклад, відсаджувальної постелі), по площині якого ведеться розділення на два продукти.
2. Тонкий шар рідини на твердій поверхні, який за рахунок молекулярної, хімічної та ін. взаємодії з твердою речовиною має аномальні характеристики — підвищену в’язкість, знижену текучість тощо.